# Леонард Героу
Леонард Таунсенд Ґероу (англ. Leonard Townsend Gerow; 13 липня 1888, Пітерсберг — 12 жовтня 1972, Пітерсберг) — американський воєначальник, генерал армії США (1954). Учасник Мексиканської експедиції, Першої та Другої світових війн, командувач 15-ї американської армії за часів Другої світової війни. У післявоєнний час комендант Командно-штабного коледжу армії та командувач 2-ї армії.

## Біографія
Військова кар'єра
- 29 вересня 1911 — другий лейтенант
- 1 липня 1916 — перший лейтенант
- 15 травня 1917 — капітан
- 1 липня 1920 — майор
- 1 серпня 1935 — підполковник
- 1 вересня 1940 — полковник
- 1 жовтня 1940 — бригадний генерал
- 14 лютого 1942 — генерал-майор
- 6 лютого 1945 — генерал-лейтенант
- 19 липня 1954 — генерал

Леонард Таунсенд Ґероу народився 13 липня 1888 року у місті Пітерсберг, у штаті Вірджинія. Прізвище Ґероу мало походження від французької Жиро (фр. Giraud). Навчався у середній школі Пітерсберга, потім у Військовому інституті Вірджинії, після завершення якого поступив на військову службу до лав регулярної американської армії. 29 вересня 1911 року він був зарахований другим лейтенантом, до піхотної частини армії Сполучених Штатів.
З 1911 року і до вступу США у Першу світову війну Ґероу проходив службу у низці підрозділів, був командиром роти в піхоті. У 1915 році він отримав похвалу за свою роботу за ліквідацію наслідків Ґалвестонського урагану 1915 року, який вразив Галвестон, штат Техас. У подальшому служив у Веракрусі під час Мексиканської кампанії. 1 липня 1916 року підвищений по службі в перші лейтенанти, а пізніше до капітана — 15 травня 1917 року.

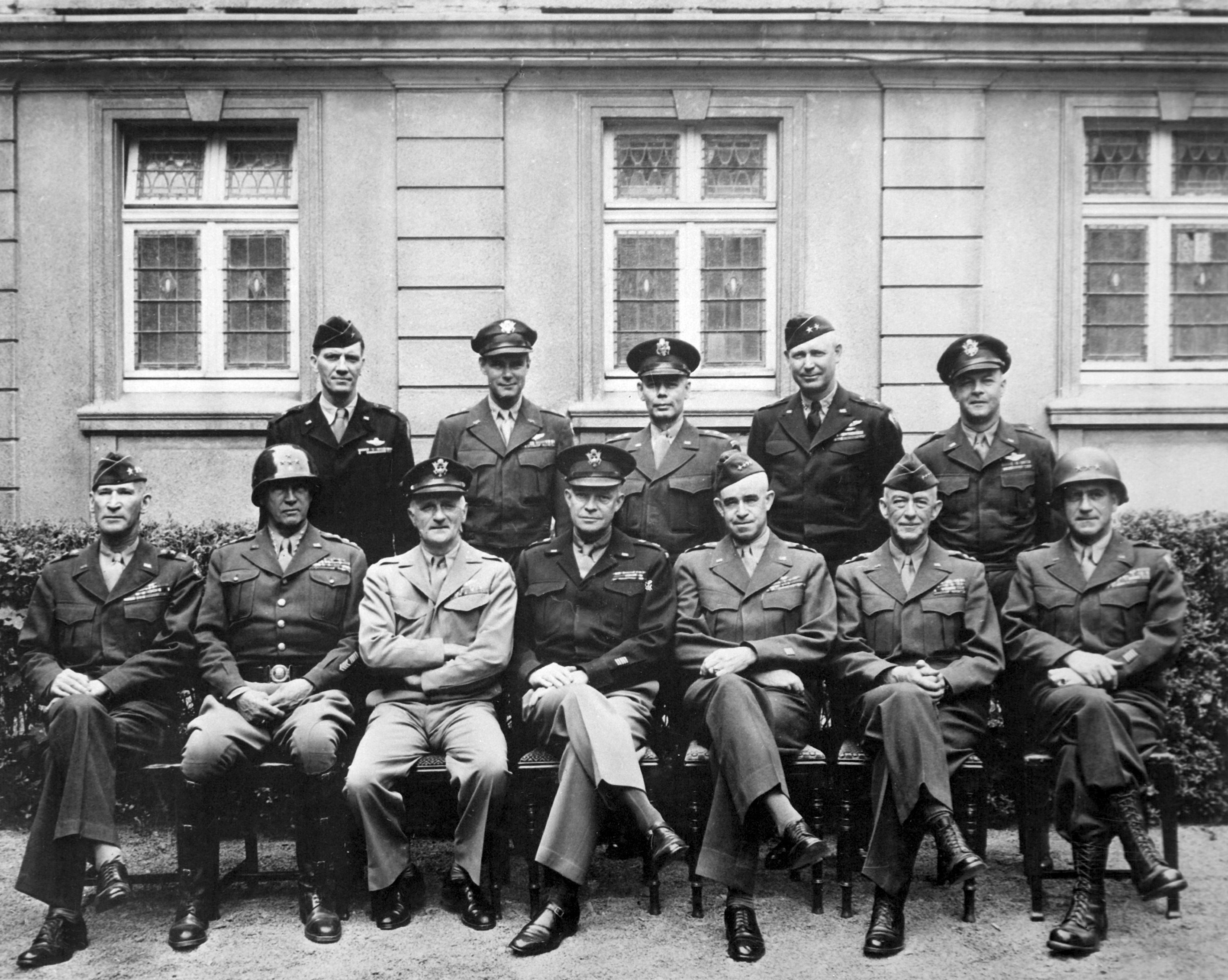
Вищий генералітет США, що бився на Західному фронті Другої світової війни. Сидять: зліва направо: Вільям Худ Сімпсон, Джордж Сміт Паттон, Карл Спаатс, Дуайт Ейзенхауер, Омар Бредлі, Кортні Ходжес, Леонард Героу. Стоять: зліва направо: Ральф Френсіс Штерлі, Гойт Сенфорд Ванденберг, Вальтер Беделл Сміт, Отто Вейланд і Річард Ньюджент

З 16 січня 1918 до 30 червня 1920 року Ґероу служив у штабі корпусу зв'язку на Західному фронті. Він був тимчасово підвищений до звання полковника, відповідального за оснащення Американських експедиційних сил (AEF) у Бельгії та Франції всім радіотехнічним обладнанням. За свої заслуги під час війни він був відзначений медаллю «За видатні заслуги» армії та французьким орденом Почесного Легіону.
1 липня 1920 року, після повернення з Європи до США, його присвоїли постійне звання майор. Восени 1924 року Ґероу поступив на курси підвищення кваліфікації в Піхотній школі армії США у Форт Беннінгі, штат Джорджія, які закінчив першим у 1925 році. Омар Бредлі, що вчився разом з ним, посів другим. Надалі Ґероу навчався у Командно-штабному коледжі армії разом з Дуайтом Д. Ейзенхауером. У 1931 році проходив курс підготовки польового офіцера з ведення хімічної війни та застосування танків у Воєнному коледжі армії США.
1932 року служив у Шанхаї.
Напередодні японського нападу на Перл-Гарбор, що спровокував вступ США в Другу світову війну, Леонард Таунсенд Ґероу був бригадним генералом. 14 лютого 1942 року йому присвоїли звання генерал-майора і 16 лютого 1942 року він став командиром 29-ї піхотної дивізії, формування Національної гвардії армії. Командиром 29-ї дивізії він був до 17 липня 1943 року.
17 липня 1943 року генерал-майор Ґероу став командиром V корпусу, найбільшого формування американських збройних сил на Європейському театрі війни на той час. Командував своїм корпусом, який складався з 1-ї та 29-ї піхотних дивізій, під час вторгнення до континентальної Європи, в ході боїв у Нормандії. Він був першим американським генералом, який вступив у Париж після його звільнення столиці французькою 2-ю бронетанковою дивізією та 4-ю піхотною дивізією США. За свою участь у цій кампанії він був нагороджений Срібною зіркою.
15 січня 1945 року Ґероу було призначено командувати новоствореною 15-ю польовою армією, якою він керував до завершення воєнних дій у Європі.
Після війни генерал-лейтенант Ґероу був призначений комендантом Командно-штабного коледжу армії. Очолював робочу ради вищих офіцерів американської армії, йому було доручено вивчити та надати пропозиції стосовно майбутньої організації сухопутних військ. У січні 1948 року став командувачем 2-ї армії, у липні 1950 року після завершення командуванням цим об'єднанням Леонард Героу пішов у відставку.
1954 році Конгрес прийняв закон 83-508, відповідно до якого, низці американських вищих офіцерів, хто проявив свої найвидатніші лідерські здібності під час Другої світової війни, за видатні заслуги було присвоєне наступне звання. Л.Ґероу отримав звання повного генерала.